# Podpraporščik
Podpraporščik (in russo подпра́порщик?, letteralmente: sotto-alfiere o giovane alfiere o vice alfiere) è stato dal XVII al XX secolo, un grado militare dei sottufficiali dell'Esercito Imperiale Russo.
Dal 1800 fino alla metà del XIX secolo il grado veniva assegnato a tutti i sottufficiali di fanteria della nobiltà. Il grado corrispondeva nelle altre armi dell'Esercito Imperiale al grado di Estandart-junker (cirillico: эстандарт-юнкер) nella cavalleria e fino a circa il 1923 al grado di Podchorunžij (cirillico: Подхорунжий) tra i cosacchi e in Polonia al Młodszy chorąży. 

## Storia
Il grado è apparso nel XVII secolo nella fanteria russa poco dopo l'istituzione del grado di praporščik, giovani ufficiali che in combattimento erano responsabili del trasporto e dell'integrità della bandiera di guerra del proprio reggimento (прапора, prápora); i compiti ufficiali del podpraporščik includevano la sicurezza in marcia e la conservazione della bandiera in battaglia. In conformità con la responsabilità speciale che aveva come assistente e vice del praporščik, che allora era il grado più basso tra gli ufficiale, solo i sottufficiali migliori, più esperti e anziani ricevevano questo incarico, motivo per cui il podpraporščik era considerato superiore a tutti i sottufficiali.

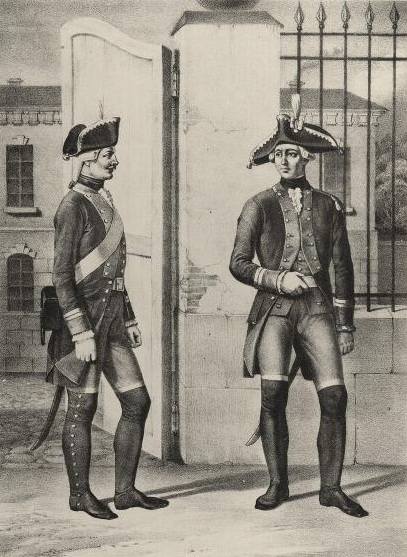
Kaptenarmus e podpraporščik delle compagnie di moschettieri dei reggimenti di fanteria dal 1763 al 1786.

Il grado fu introdotto dal decreto "Sui gradi militari" nel 1680, per tutti i reggimenti di fucilieri, dragoni e reiter.

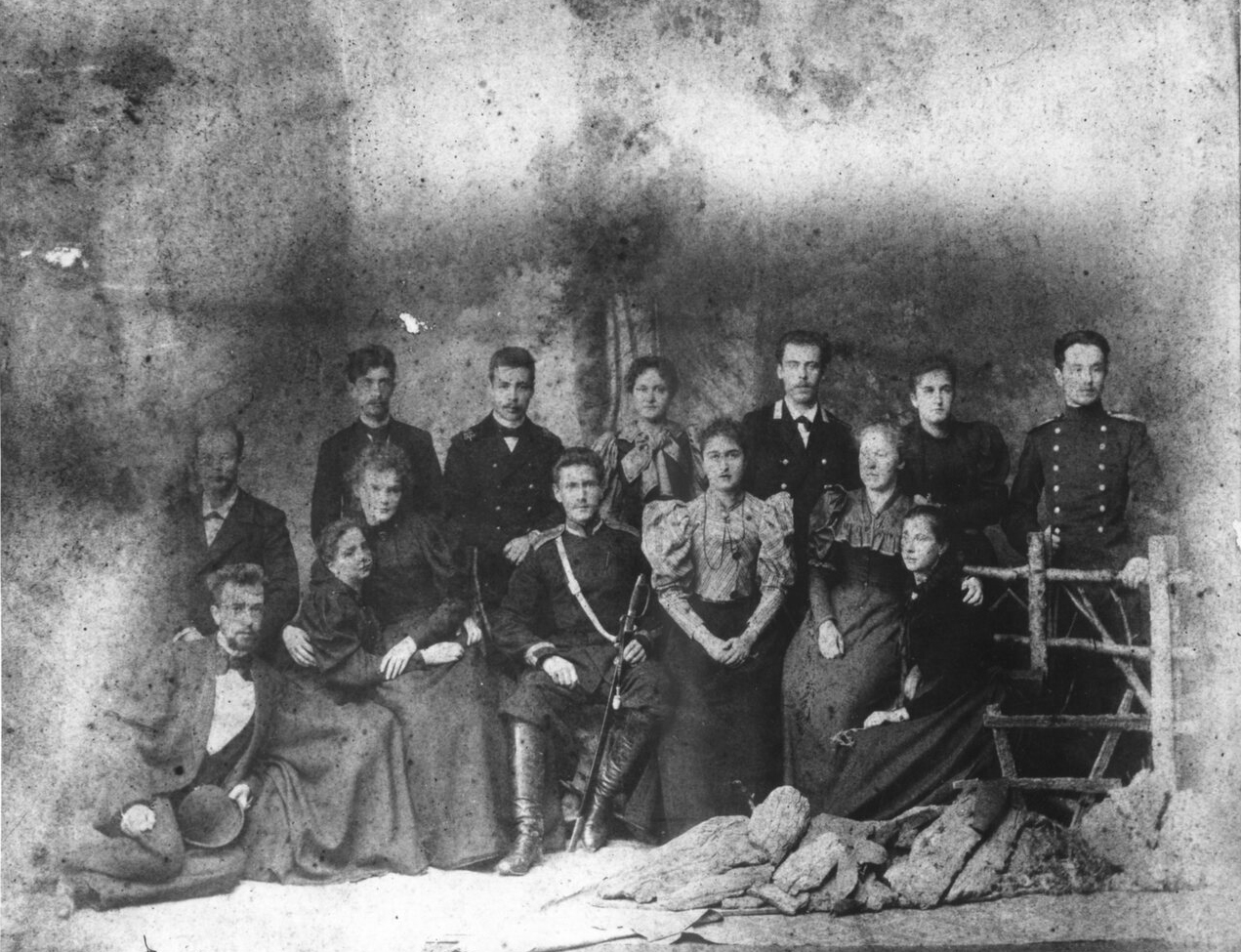
Podpraporščik V.K. Arsen'ev (seduto al centro) dopo essersi diplomato alla scuola per cadetti, circondato da amici e conoscenti, Pietroburgo, 1895

Dal 1798, secondo il Regolamento militare sul servizio di fanteria da campo del 1797, ai migliori podpraporščik veniva assegnato il titolo di Pоrтupеj-praporščik (портупе́й пра́порщик); dal 1826 al 1880 divenne il grado più alto tra i sottufficiali.
Dal 1826, nella Leib Gvardja (nella cosiddetta "vecchia guardia"), i podpraporščik erano equiparati ai podporučik dell'esercito, ma non appartenevano alla corrispondente classe della Tavola dei ranghi.
Dal 1843, gererchicamente, i cadetti erano equiparati ai podpraporščik e indossavano gli stessi didtintivi di grado: spalline rifinite lungo il bordo con una stretta treccia d'oro. podpraporščik assegnati a svolgere i compiti di ufficiali (comandanti di plotone e così via) indossavano una cintura con la spada e un cordoncino da ufficiale sulle armi a lama, e fino al 1880 erano chiamati Pоrтupеj-praporščik. In termini di status, il Pоrтupеj-praporščik era uguale al Pоrтupеj-junker.
Dal 1880 al 1903, questo grado veniva assegnato esclusivamente ai cadetti che si erano diplomavano alle scuole di fanteria per in attesa della nomina ad ufficiale.
Dopo l'istituzione nel 1891 del grado di Zaurjad-praporščik (vice-praporsščik, inteso come vice-ufficiale), per cui podpraporščik era diventato il secondo più alto grado dei sottufficiali, nel 1906 il grado di podpraporsščik divenne il grado più alto tra i sottufficiali di carriera. 
Il grado venne abolito nel 1917 in seguito alla rivoluzione russa nell'Armata Rossa dai bolscevichi e rimase in vigore nell'Armata Bianca di Kolčak fino alla sua dissoluzione nel 1923, con la conclusione della guerra civile russa e la sconfitta dell'Armata Bianca.
Nell'Unione Sovietica, fu solo nel 1971, che seguendo la tradizione dell'esercito imperiale russo, che i gradi di Praporščik e Mičman (russo: Мичман) e vennero nuovamente reintrodotti nelle forze armate per i sottufficiali di carriera.
| Gradi militari dell'Impero Russo (1826-1917) |                           |                             |
| grado inferiore: Fel'dfebel' (Vachmistr)     | Podpraporsščik(1826-1917) | grado superiore: Praporščik |

| Gradi militari dell'Impero Russo (1891-1912) |                           |                                     |
| grado inferiore: Fel'dfebel' (Vachmistr)     | Podpraporsščik(1826-1917) | grado superiore: Zaurjad-praporščik |

## Distintivi di grado delle varie armi
| Sottufficiali       | Sottufficiali | Sottufficiali | Sottufficiali                      | Sottufficiali |
| Arma                | Fanteria      | Artiglieria   | Cavalleria                         | Cosacchi      |
| ------------------- | ------------- | ------------- | ---------------------------------- | ------------- |
| Distintivo di grado |               |               |                                    |               |
| Denominazione       | Podpraporščik | Podpraporščik | Estandart-junker (Štandart-junker) | Podchorunžij  |

## Il grado negli altri paesi
Nelle forze armate ei alcuni paesi europei esistono ancora oggi gradi la cui denominazione (in qualeche casi diversa ma con uguale significato) e collocazione gerarchica è molto simile.
- Polonia → Młodszy chorąży e Młodszy chorąży marynarki
- Slovacchia → Podpráporčík
- Slovenia → Podpráporčík nella Polizia
- Rep. Ceca → Podpraporčík abolito dal 1992